# Свети Илия (Добрейци)
Вижте пояснителната страница за други значения на Свети Илия.
„Свети Илия“ (на македонска литературна норма: „Свети Илија“) е възрожденска православна църква в струмишкото село Добрейци, Северна Македония. Част е от Струмишката епархия на Македонската православна църква – Охридска архиепископия.
Храмът е изграден в 1812 година в центъра на селото. Издигната е на основите на по-стара църква, която три пъти е разрушавана от османците и три пъти възстановявана.
Църквата е трикорабна псевдобазилика, като трите кораба са покрити с фалшиви полуцилиндрични сводове.
В 1873 година икони за храма рисува струмишкият зограф Григорий Пецанов.